# Mutnedymet
Mutnedymet fue una reina de finales la dinastía XVIII egipcia, hacia el año 1300 a. C. (Otras grafías de su nombre: Mutnodjmet, Mutnedyemet, Mutnadjmet, Mutnadymet, Mutnedjmet...)

## Biografía

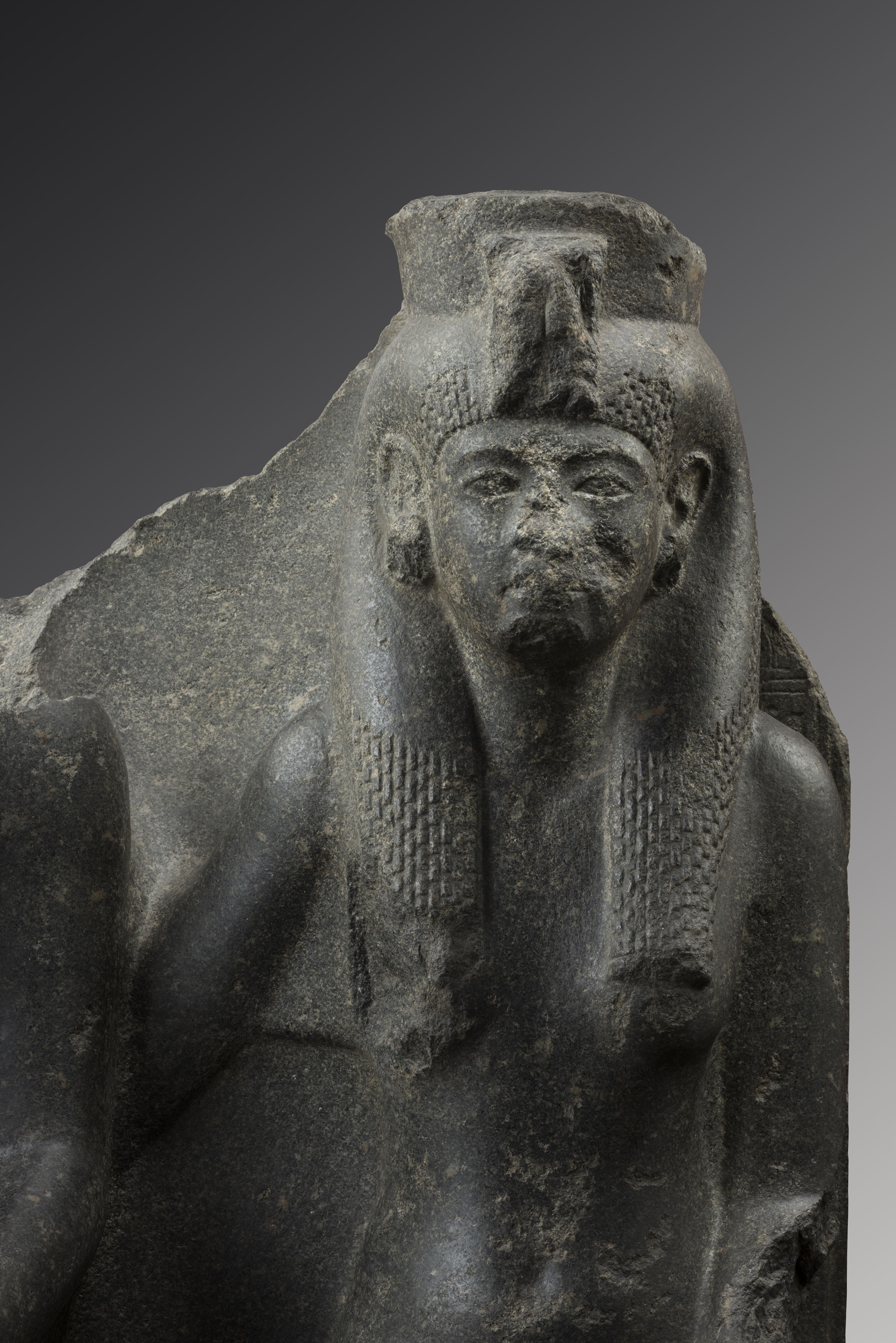
Mutnedjemet, detalle de la estatua del faraón Horemheb y la reina Mutnedjemet, Museo Egipcio, Turín.

Era hija de la dama Tey y del «padre divino» Ay, un auténtico animal político que sirvió en los más altos puestos durante cuatro reinados sucesivos siempre en la cima, hasta que consiguió ser coronado faraón, ya en su vejez. Al parecer Ay era el padre de la reina Nefertiti, pero pese a estar emparentado con los llamados "herejes de Amarna" salió airoso de cualquier conjura y antes de ser coronado, era ya el visir del rey-niño Tutankamón.
Poco se sabe de Mutnedymet. Aparece en contadas ocasiones durante el reinado de Akenatón, indicándose que es la "Hermana de la Gran Esposa Real", nexo debido al cual se sugiere que, al ser Nefertiti la hermana mayor de Mutnedymet, debía ser por pura lógica, la hija de Ay y de su primera esposa, de nombre desconocido. Algunos egiptólogos creen que es la misma persona descrita entonces como la hermana de Nefertiti, Mutbenret porque Mutnedjmet es otra manera de transcribir el mismo nombre.
Sería sólo en el corto reinado de Ay cuando adquiriera cierto peso político. Cuando Horemheb le sucedió como faraón se casó con Mutnedymet, ascendida al rango de Gran Esposa Real. Probablemente, por entonces, su primera esposa, Amenia, ya había muerto. El nuevo rey ya nada tenía que ver con la ancestral dinastía XVIII, y gobernó con mano de hierro el país, borrando de él toda huella de sus inmediatos antecesores, los protagonistas del "Cisma de Amarna". No tuvo que ser un plato de gusto para Mutnedymet ver cómo caían en el olvido (la peor condena posible en Egipto) los nombres de su padre, su hermana, su cuñado o su sobrino.
El faraón aisló a Mutnedymet y la relegó al harén para evitar que la sangre de la rebelde Nefertiti volviera a aparecer en su hermana. Así, no es de extrañar que su único papel fuera legitimar la presencia en el trono de su marido. Con él parecía surgir ya el patrón que se repetiría a lo largo del resto del Imperio Nuevo: un rey ya nunca acompañado de su gran esposa real, que sólo serviría para legitimarlo a él o a su descendencia. Con Mutnedymet, la última reina de la dinastía XVIII, la mujer regresaba a la privacidad del harén y no volvía adquirir el peso político que ocuparon grandes damas como Ahhotep, Ahmose-Nefertari, Hatshepsut, Tiy o Nefertiti. La única excepción a esta lista serían Nefertari, la gran esposa de Ramsés II y Tausert, quien tendría el dudoso honor de cerrar la dinastía XIX.
Se encontró en el gran templo de Amón en Karnak una estatua doble representando a Horemheb y su esposa Mutnedymet, están también representados en la tumba de Roy (TT 255) con la pareja real recibiendo ofrendas. El nombre de Mutnedymet sustituyó al de Ankhsenamón en varias inscripciones en Karnak. Una gran estatua de Horemheb con su reina al lado fue después usurpada por Ramsés II, que puso su nombre y el de Nefertari.
Mutnedymet murió poco después del año trece del reinado de su marido, según la fecha en una caja para una jarra de vino encontrada en la tumba de Horemheb en Saqqara. Los restos de su momia y ajuar funerario desvalijados, trozos de cerámica de alabastro, cajas, estatuillas, fueron hallados en esa tumba menfita de Horemheb, donde debió ser inhumada junto a su primera esposa, Amenia. Los huesos de la momia indican que falleció con cuarenta y cinco años en su último parto, pues había dado a luz varias veces y junto a ella había sido colocada la momia del mortinato. Pero como Horemheb no tenía ningún sucesor a su muerte, sus hijos debieron morir en la infancia. Se cree que una princesa, llamada Tanedyemy, podría haber sido hija de esta reina, y el puente que legitimaría el ascenso de la siguiente dinastía.

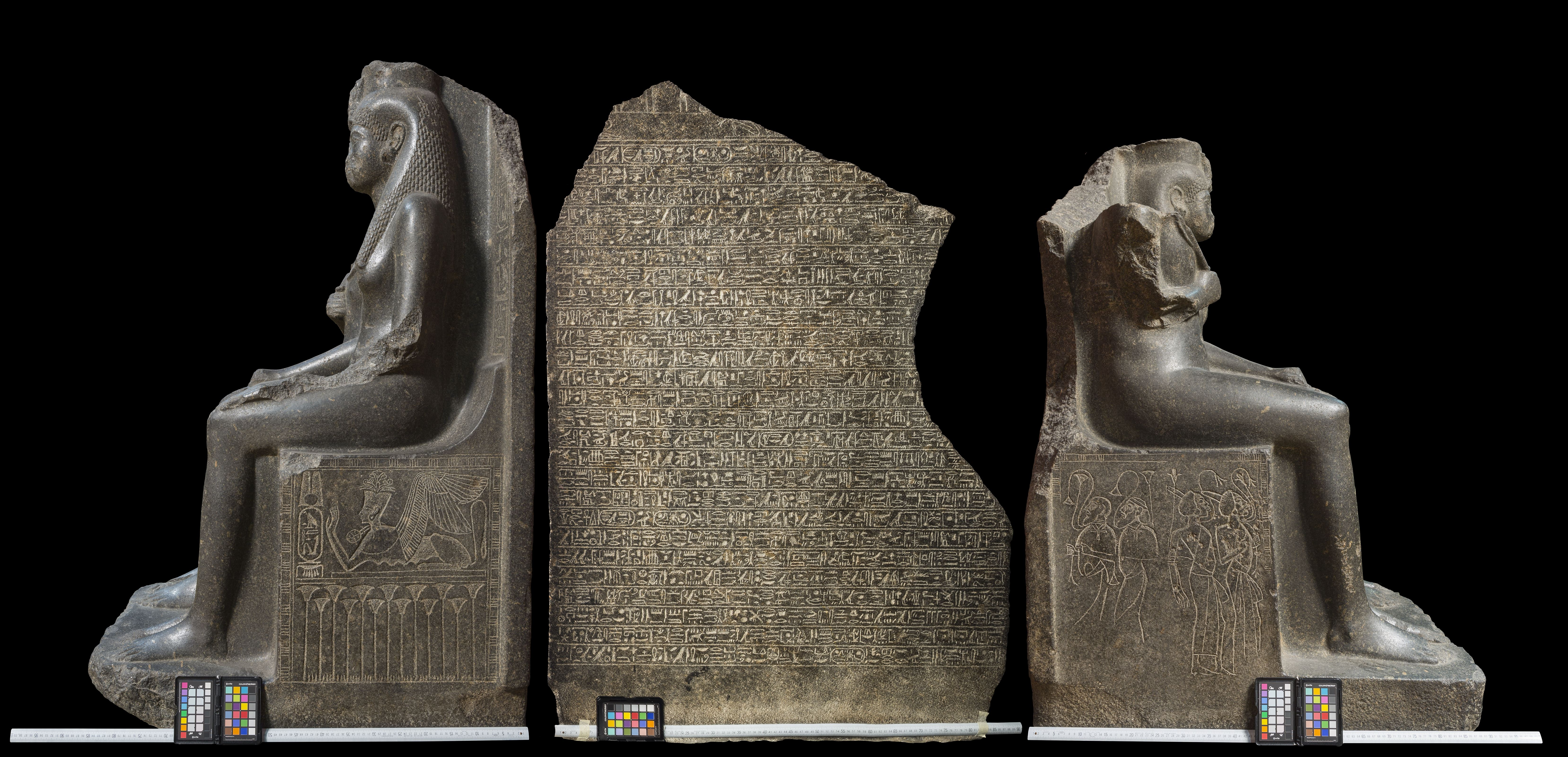
Lados de la estatua del faraón Horemheb y la reina Mutnedjemet, Museo Egipcio, Turín.